# 德里茲河
46°11′19″N 6°07′41″E / 46.18854°N 6.12796°E

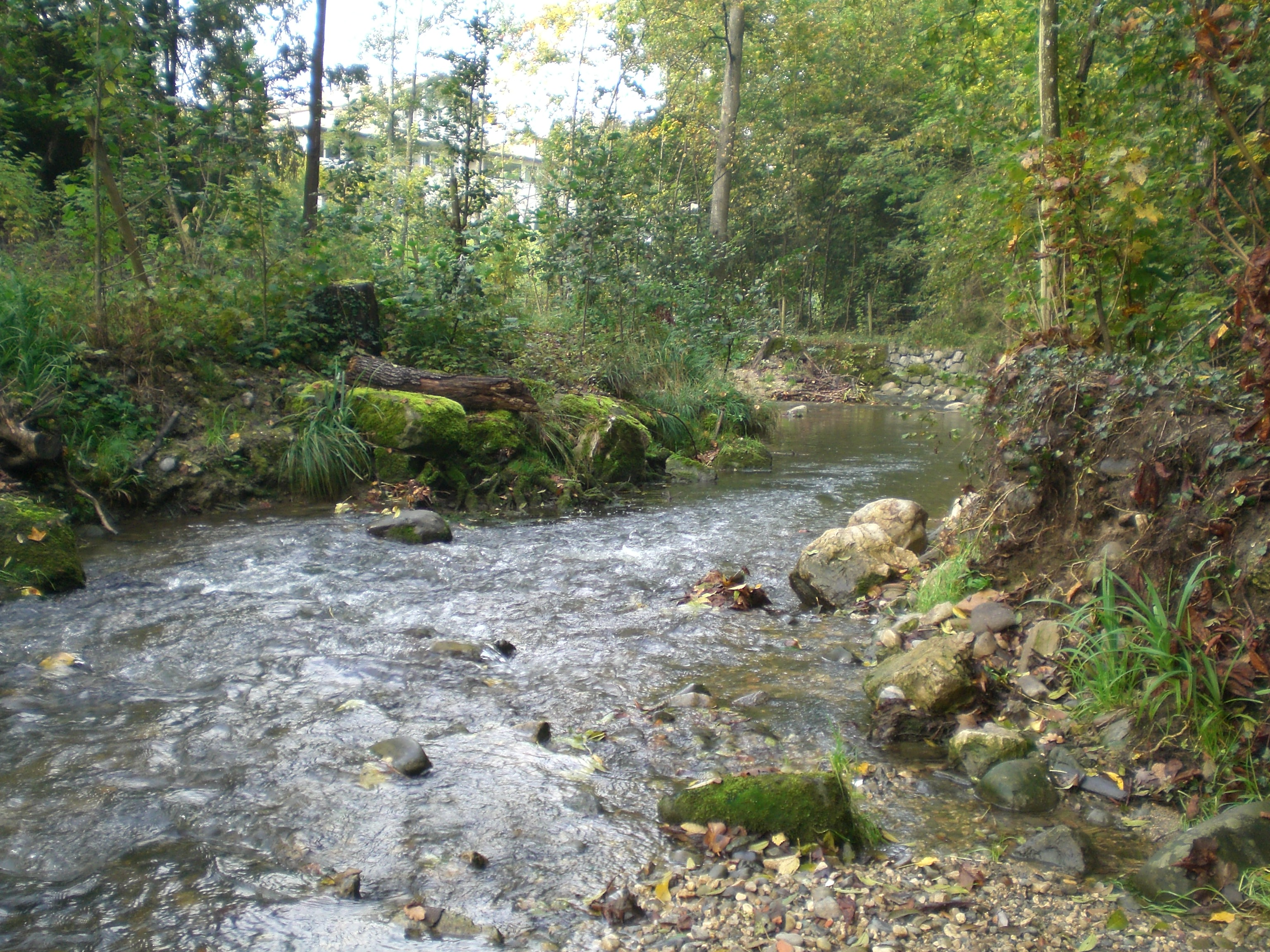

德里茲河（法語：Drize，法語發音：[dʁiz]）是西歐的河流，流經法國和瑞士，屬於艾爾河的支流，河道全長9公里，發源自薩萊沃山，河口處在卡魯日。